# Buck (cráter)
Buck es un cráter de impacto en el planeta Venus de 21,8 km de diámetro. Lleva el nombre de Pearl S. Buck (1892-1973), escritora estadounidense, y su nombre fue aprobado por la Unión Astronómica Internacional en 1991.
Cuenta con las paredes terrazas, el suelo oscuro en el radar y el pico central característico de los cráteres clasificados como cráteres complejos. El pico central en la planta es inusualmente grande. Los depósitos tipo flujo se extienden más allá de los límites de la orilla más, más gruesos al oeste y al suroeste.
Como aproximadamente la mitad de los cráteres cartografiados hasta la fecha por la sonda espacial Magallanes, está rodeado de un halo local oscuro en el radar.